# Berda (rivier)
De Berda (Берда) is een 125 km lange rivier die uitmondt in de Zee van Azov in de Oekraïense oblast Zaporizja.
De kustrivier ontspringt op 250 m hoogte in de Azov-hooglanden, stroomt vervolgens door het zuidoosten van de oblast Zaporizja, vormt voor een korte afstand de grens met de Oblast Donetsk en mondt uit in de Zee van Azov nabij het dorp Novopetrivka bij Berdjansk.  Het bovenste twee derde deel van de Berda wordt gekenmerkt door smalle valleien, kleine watervallen, hoge stroomsnelheden en grote schommelingen in de waterstanden. Het onderste derde deel van de rivier is breed, moerassig en wordt onderbroken door vele meren.  De monding vormt een watergebied van internationale betekenis.
De rivier heeft een verhang van 2,1 m/km en heeft een stroomgebied van 1750 km².  Het water van de Berda wordt deels gebruikt voor de watervoorziening en irrigatie.

## Zijrivieren
Van links:
- Bilmanka (Більманка)
- Hruska (Грузька), 14,8 km lang, stroomgebied 110 km²
- Hrusenka (Грузенька)
- Karatyuk (Каратюк), 28 km lang, stroomgebied 243 km²
- Temryuk (Темрюк)
- Karatysj (Каратиш), 38,8 km lang, stroomgebied 458 km²
- Vodyana (Водяна).

Vanaf rechts:
- Berestova (Берестова), 22,3 km lang, stroomgebied 146 km² [1]